# Boxholms järnvägsstation
Boxholms järnvägsstation är en station i Boxholms kommun. Den öppnades under 1870-talet. År 1890 på spåret mellan Boxholms station och Boxholms bruk används ett elektriskt lokomotiv för första gången i Sverige . Kontaktledningsspänningen var 220 Volt likström. Stationshuset är av den så kallade Boxholmsmodellen.

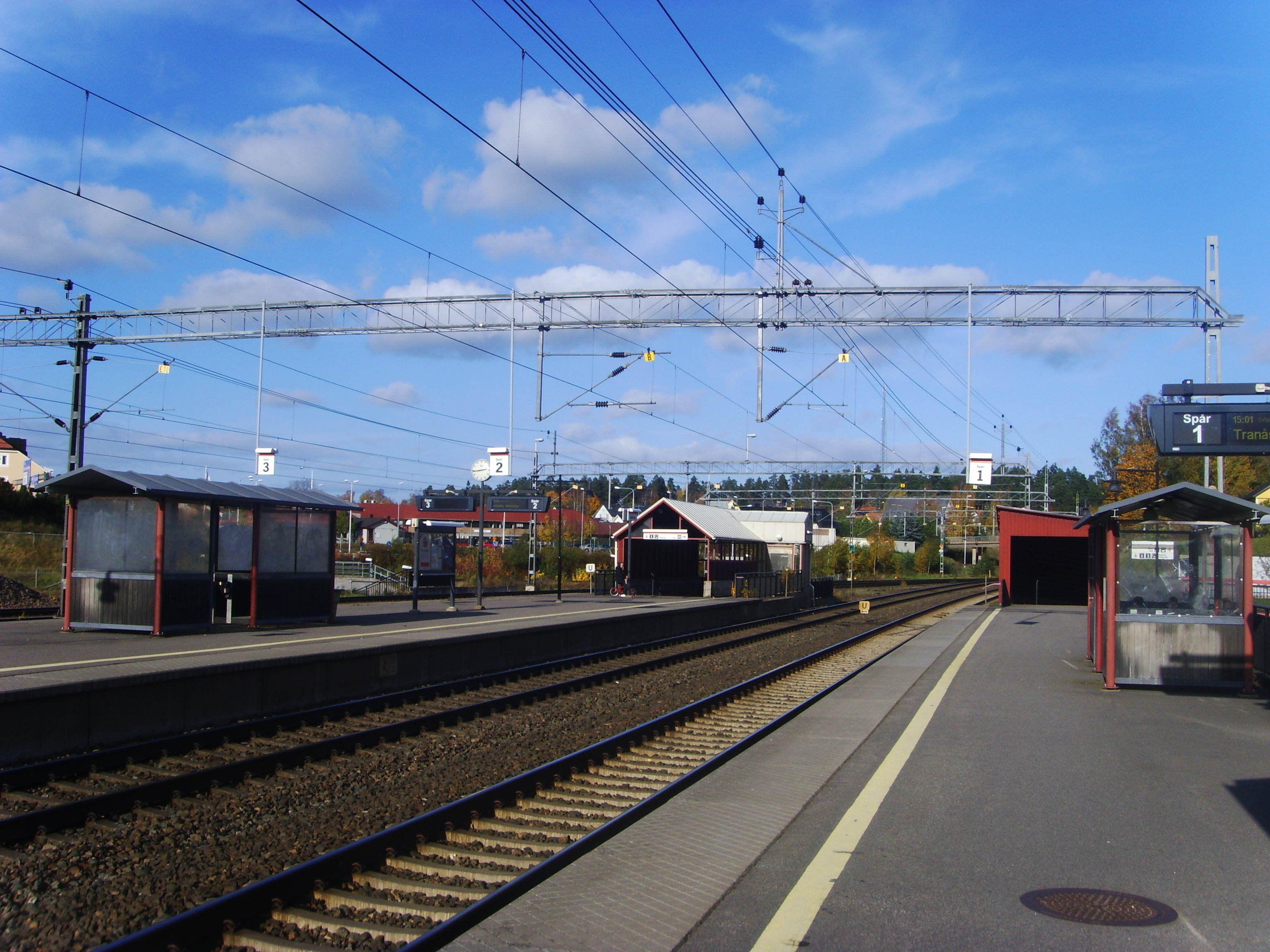